# Hypocoena
Hypocoena is een geslacht van vlinders van de familie Uilen (Noctuidae), uit de onderfamilie Hadeninae.

## Soorten
- H. basistriga McDunnough, 1933
- H. defecta Grote, 1874
- H. inquinata Guenée, 1852
- H. rufostrigata Packard, 1806
- H. stigmatica (Eversmann, 1855)
- H. variana Morrison, 1875